# Kevin Layne
Pour les articles homonymes, voir Layne.
Kevin Layne, né le 1er janvier 1998 à Georgetown, est un footballeur international guyanien jouant poste de défenseur central.

## Biographie

### En club
Layne joue dans différents clubs guyaniens comme le Monedderlust FC, le New Amsterdam United ou encore le Guyana Defence Force.

### En sélection
Le 6 septembre 2018, il fait ses débuts avec le Guyana lors du tournoi de classement de la ligue des nations de la CONCACAF contre la Barbade (match nul 2-2).
En juin 2019, il est retenu par le sélectionneur Michael Johnson afin de participer à la Gold Cup organisée aux États-Unis, en Jamaïque et au Costa Rica. Lors de cette Gold Cup, il officiera comme remplaçant et ne jouera aucun match.